# Panaon
Ne doit pas être confondu avec île de Panaon.
Panaon est une localité des Philippines située dans la province du Misamis occidental, dans l'ouest de l'île de Mindanao. En 2015, elle compte 10 209 habitants.